# Eta2 Hydri
Désignations
Eta2 Hydri (η2 Hydri / η2 Hyi) est une étoile de la constellation de l'Hydre mâle. D'après la mesure de sa parallaxe annuelle par le satellite Gaia, elle est située à environ ∼ 221 a.l. (∼ 67,8 pc) de la Terre. Aussi connue comme HD 11977, elle est l'objet primaire d'un système planétaire dont l'unique objet secondaire connu est  HD 11977 b, une planète confirmée, découverte en 2005.
Eta2 Hydri est une étoile géante jaune de type spectral G8IIIb. Elle est 2,13 fois plus massive que le Soleil et elle est âgée d'environ un milliard d'années. Son rayon est 9,9 fois plus grand que le rayon solaire, elle est 69 fois plus lumineuse que le Soleil et sa température de surface est de 5 008 K.